# 제9회 전국동시지방선거
제9회 전국동시지방선거는 2026년 6월 3일 수요일에 실시될 예정이다. 본 선거에서 대한민국 지방의회의원 및 지방자치단체장을 선출하게 된다.

## 선거 개요
제9회 전국동시지방선거는 민선 8기의 시도지사 및 시군구청장과 광역 및 기초단체 의회 의원, 교육감의 후임자 및 연임자를 뽑는 것으로, 당선자는 민선 9기 광역단체장 및 기초단체장, 광역 및 기초단체 의회 의원, 교육감이 된다. 또한 국회의원 명을 뽑는 6월 3일 재보궐선거와 동시에 치른다.
이번 선거부터 교육의원 일몰제가 적용되어 교육의원에 대한 투표는 더 이상 진행하지 않게 되며 2023년 7월 1일부터 편입된 대구광역시 군위군수, 2026년 7월 1일에 출범 예정인 인천광역시 제물포구청장, 영종구청장, 검단구청장을 뽑을 예정이다.

### 선거권, 피선거권
2008년 6월 4일 이전 출생 대한민국 국민은 선거권과 피선거권이 있다.